# 도라지꽃 (영화)
《도라지꽃》(A Broad Bellflower)은 북한에서 제작된 조경순 감독의 1987년 드라마 영화이다. 이 영화는 멜버른 국제영화제에서 상영되었다.